# Palazzo Yacoubian
Palazzo Yacoubian (in arabo عمارة يعقوبيان‎?, ʿImārat Yaʿqūbīān) è un romanzo dell'autore egiziano ʿAlāʾ al-Aswānī.
Il romanzo è stato pubblicato nel 2002, dopo essere stato rifiutato da molti editori, suscitando grande scalpore per i temi trattati, ma da allora è il più venduto del mondo arabo. Dal libro è stato tratto l'omonimo film presentato al Festival di Roma nel 2006.
L'autore contestualizza il proprio romanzo in un palazzo realmente esistente al Cairo, ma qui il palazzo corrisponde al personaggio principale, l'Egitto, tra le cui mura si incontrano amori proibiti e sesso, corruzione, ipocrisia religiosa, arroganza dei potenti e fondamentalismo.
L'autore presenta una galleria di personaggi che parte da Taha, devoto e ortodosso figlio del portiere, a Buthayna, la sua fidanzata, costretta a cedere alle avances dei padroni; dai poveri che con mille astuzie mirano ad una vita agiata, al gaudente signore aristocratico poco timoroso di Dio e avverso alla politica contemporanea; da Hatim, l'intellettuale gay invaghito di un soldato nubiano sposato, all'uomo d'affari senza scrupoli.
L'autore denuncia la malattia della società araba identificandola con la mancanza di democrazia che inevitabilmente porta al fanatismo e al terrorismo.

## Trama

### Prima parte
Dopo aver pregato per tutta la notte, Taha, il figlio del portiere, si presenta all'accademia di polizia per sostenere l'esame di ammissione, nonostante gli ostacoli precedentemente incontrati. All'esame si trova di fronte tre ufficiali; pur rispondendo in modo esauriente alle loro domande, non supera l'esame a causa del lavoro del padre. Deluso dalla situazione, decide di sporgere denuncia, che, ovviamente, sarà respinta.
Malak e Abaskharon, due fratelli approfittatori e molto astuti, mettono in atto una serie di sotterfugi ai danni di alcuni inquilini del palazzo. Abaskharon, domestico di Zaki bey, sottrae quotidianamente una parte degli alimenti che compra per il padrone e poi li rivende al mercato nero per ricavarne così un guadagno, mentre Malak, già impossessatosi con l'inganno di uno degli stanzini sul terrazzo di Palazzo Yacoubian, escogita una truffa ai danni di Zaki chiedendo per questo la collaborazione di Buthayna: la ragazza dovrà estorcere la firma di Zaki per consentire ai due fratelli di entrare in possesso dell'appartamento dopo la morte del bey.
Già da piccolo Hatim, un kodiana (un gay passivo, come spiega l'autore) trascurato dai genitori, aveva avuto le sue prime esperienze omosessuali con un domestico, Idris. Dopo la morte del padre e della madre e l'allontanamento da Idris, Hatim, sconvolto e confuso, ha iniziato a dare sfogo alla sua vita di omosessuale e, dopo aver cambiato vari amanti, aveva incontrato ‘Abdu, soldato di leva originario della Bassa Nubia, che aveva lasciato al paese una moglie e un figlio. Anche se inizialmente ‘Abdu si era mostrato riluttante a intrecciare una relazione sentimentale con lui, le attenzioni di Hatim alla fine vincono anche le sue ultime resistenze. ‘Abdu asseconda i più intimi ed erotici desideri di Hatim, che in cambio si mostra molto generoso.
Dalla morte del padre, Buthayna, la fidanzata di Taha, è cambiata: badare alla famiglia è ora compito suo, motivo per cui aveva smesso con gli studi cercando invece in tutti i modi di trovarsi un lavoro. Dopo svariati tentativi trova impiego come commessa in un negozio di abbigliamento, ma i soldi sono comunque pochi e così, viste le necessità, si concede al suo capo Talal; questo la rende diversa, cosa di cui si accorge Taha, che la trova più fredda nel loro rapporto. La vita di Buthayna subirà la svolta decisiva, che sarà la sua salvezza, quando incontrerà Zaki bey.
Hagg ‘Azzam, un ricco uomo d'affari, pur essendo già sposato e in età piuttosto avanzata, decide di prendere una seconda moglie. Dopo aver fatto la conoscenza di varie donne, sceglie Su'ad Gaber, un'umile commessa originaria di Alessandria d'Egitto. Le pone però delle condizioni, tra le quali il divieto di avere dei figli, condizioni che Su'ad sembra accettare, rivelandosi, per lo meno inizialmente, una sposa ubbidiente e pronta a soddisfare i desideri del marito. Dopo il matrimonio l’hagg manifesta il desiderio di entrare in politica, ma, considerate le forze del suo avversario, decide di rivolgersi a Kamal al-Fuli, uno dei più influenti e potenti politici egiziano. I due stipulano un accordo per il quale, con il pagamento di un'ingente somma di denaro ad al-Fuli, hagg ‘Azzam si sarebbe garantito una vittoria certa alle imminenti elezioni politiche.
Una volta attirata una giovane donna nel suo appartamento, Zaki bey al risveglio si accorge di essere stato derubato dell'anello di diamanti della sorella Dalwat. Umiliato per l'accaduto, torna a casa dalla sorella, una donna vecchia, bigotta e acida, che gli replora questo suo modo errabondo e libertino di vivere e, dopo aver scoperto il furto dell'anello, lo caccia di casa alla fine di un furibondo litigio. Zaki se ne va sconsolato, sorpreso dalla reazione furibonda della sorella.
Dopo il cattivo esito dell'esame, Taha decide di iscriversi alla facoltà di scienze politiche. Il primo giorno di lezione evita di socializzare con altri ragazzi per paura che gli chiedano il lavoro del padre. Più tardi incontra dei ragazzi poveri come lui, con i quali stringe amicizia. Rimane colpito soprattutto da Khaled, di cui invidia la profonda devozione religiosa; il giovane gli farà conoscere lo sheikh Shaker, una figura che si rivelerà molto importante per il suo futuro.

### Seconda parte
Entrato in un gruppo di studenti attivamente impegnati, Taha comincia piano piano a partecipare anche alle loro riunioni: scopre così la reale essenza del loro movimento, che si prefigge il rinnovamento della società egiziana secondo i precetti islamici. Il loro profondo senso religioso li induce a credere che un giorno, con l'aiuto di Dio, riusciranno a porre fine alle ingiustizie.
Buthayna è intanto assunta come segretaria personale di Zaki bey, e secondo gli accordi con Malak avrebbe dovuto estorcere la firma del bey cosicché il truffatore potesse impossessarsi dell'appartamento. Con il passare del tempo, però, la ragazza si accorge di provare qualcosa di più forte nei confronti di Zaki. e viceversa. Nonostante gli ostacoli della sorella, il loro amore si rafforza: Buthayna trova in Zaki una fonte di conforto rispetto al mondo esterno, corrotto e privo di aspettative per le classi meno abbienti, e Zaki tutto quello che dalle precedenti amanti non aveva mai avuto.
Hatim è in compagnia di ‘Abdu quando alla porta bussa la di lui moglie, la quale in lacrime le dice di correre in ospedale perché il loro unico figlio sta molto male. La morte del bambino allontana 'Abdu da Harim, che sparisce dalla sua vita; disperato, Hatim si mette alla ricerca dell'amante, e dopo averlo trovato, lo prega di passare un'ultima notte insieme a lui, e il giovane accetta. Quando si tratta però di lasciarlo andare e rispettare i patti, Hatim cerca di persuadere l'amico, poi comincia a inveire contro di lui, ricorrendo anche alle ingiurie. Fuori di sé, 'Abdu si scaglia su di lui picchiandolo selvaggiamente fino ad ucciderlo.
In occasione di una retata della polizia, Taha finisce in carcere, dove viene sottoposto alle più crudeli e infamanti torture. Una volta uscitone, animato da una grande voglia di vendicarsi, diventa facile preda dello sheikh Shaker, che lo accompagna in un campo di addestramento per la jihād, la guerra santa, e lì il giovane conosce lo sheikh Bilal e inizia a prepararsi per combattere. Dietro invito dello sheikh, si sposa con una giovane, Radwa ‘Abdu al-Ala, dalla quale avrà un figlio.
Su'ad scopre di essere incinta e lo rivela al marito, il quale, furioso per il mancato rispetto dei patti, cerca di convincerla ad abortire. Al rifiuto della donna, che vede nel figlio un'assicurazione per la vecchiaia, hagg ‘Azzam la fa rapire durante la notte; il giorno seguente Su'ad si risveglia in un letto di ospedale, scoprendo di essere stata costretta all'aborto. Finisce così il suo matrimonio con hagg ‘Azzam.
Zaki bey e Buthayna si trovano nell'ufficio di Zaki fantasticando sul loro futuro. Sono ancora immersi nei loro discorsi, quando Zaki improvvisamente sente un rumore sospetto e si alza dal letto per accertarsi che sia tutto a posto. Ad un certo punto irrompono nella stanza un ufficiale ed alcuni agenti: tra di loro c'è la sorella Dalwat, che sventola compiaciuta le chiavi dell'ufficio tra le dita. L'ufficiale ordina agli agenti di prendere i due e portarli in commissariato, dove Zaki viene picchiato brutalmente, e i due escono dal carcere solo dopo aver firmato una verbale per conto di Dalwat; usciti dal carcere, Buthayna accetta di dimenticare la faccenda per amore di Zaki, su richiesta di quest'ultimo.
Dopo l'incontro con al-Fuli, hagg ‘Azzam, arrabbiato per le esose richieste avanzate dal politico e per niente intenzionato ad accettarle, chiede ad al-Fuli di poter incontrare il gran capo per trattare direttamente con lui. Dopo vari tentativi riesce a ottenere l'appuntamento, e si reca così alla villa di questo misterioso personaggio che, senza mostrarsi al suo interlocutore, gli rivela di sapere tutto dei suoi loschi traffici di droga e di non avere alcuna intenzione di ridimensionare le proprie richieste.
Durante la tanto agognata missione affidatagli dallo sheikh Bilal, un agguato a un alto ufficiale dell'esercito, Taha riconosce l'uomo che lo ha seviziato e torturato. La rabbia di Taha sfocia in un gesto avventato, nel quale aggredisce l'uomo in mezzo alla strada contravvenendo così agli ordini e rischiando di mettere in pericolo l'esito della missione. I suoi compagni prontamente intervengono sparando una serie di colpi che atterrano l'ufficiale, ma si accorgono troppo tardi di essere rimasti intrappolati, e mentre tenta di raggiungerli, Taha è colpito a morte da una pallottola.
Le ultime pagine del libro mostrano il bar Maxime venire ristrutturato in stile occidentale, operazione alla guida della quale vi è una donna di nome Cristine; la festa d'inaugurazione da lei indetta, alla quale partecipano molti invitati, sarà anche una festa di matrimonio tra Zaki e Buthayna.

## Edizioni
- Ala al-Aswani, Palazzo Yacoubian, collana I narratori, traduzione di Bianca Longhi, prima edizione, Milano, la Feltrinelli, 23 ottobre 2006,  p. 216, ISBN 9788807016967.
- Ala al-Aswani, Palazzo Yacoubian, collana Universale economica, traduzione di Bianca Longhi, Milano, Feltrinelli, 2007,  p. 215, ISBN 9788807819889.
- Ala al-Aswani, Palazzo Yacoubian, collana Universale economica, traduzione di Bianca Longhi, Milano, Feltrinelli, 27 dicembre 2012,  p. 215, ISBN 9788807880261.